# Gentiana siphonantha
Gentiana siphonantha là một loài thực vật có hoa trong họ Long đởm. Loài này được Maxim. ex Kusn. mô tả khoa học đầu tiên năm 1892.